# Alaudala
Alaudala – rodzaj ptaków z rodziny skowronków (Alaudidae).

## Zasięg występowania
Rodzaj obejmuje gatunki występujące w Eurazji i Afryce.

## Morfologia
Długość ciała 12–14 cm; masa ciała 20–27 g.

## Systematyka
Rodzaj zdefiniowali w 1856 roku brytyjscy zoolodzy Thomas Horsfield i Frederic Moore w publikacji własnego autorstwa poświęconej spisowi katalogowemu ptaków ze zbiorów Muzeum Kompanii Wschodnioindyjskiej. Gatunkiem typowym jest (oznaczenie monotypowe) skowrończyk malutki (A. raytal).

### Etymologia
Alaudala (Alaudula): rodzaj Alauda Linnaeus, 1758 (skowronek); łac. przyrostek zdrabniający -ula.

### Podział systematyczny
Do rodzaju należą następujące gatunki:
- Alaudala somalica Sharpe, 1895 – skowrończyk rdzawy
- Alaudala cheleensis Swinhoe, 1871 – skowrończyk mongolski
- Alaudala rufescens (Vieillot, 1819) – skowrończyk mały
- Alaudala heinei (von Homeyer, 1873) – skowrończyk kaspijski
- Alaudala raytal (Blyth, 1845) – skowrończyk malutki